# Леополд Кронекер
Леополд Кронекер (на немски: Leopold Kronecker) е един от най-значимите германски математици и логици. Известно негово схващане е, че математическият анализ трябва да се основава на целите числа: „Бог е създал целите числа, всичко останало е човешко дело“.

## Биография
Произхожда от богато семейство. Учи първо при частен учител, а след това постъпва в гимназията в Легница. Там учи при Ернст Кумер, по-късно негов преподавател и в университета, и дългогодишен приятел.
През 1841 г. той започва следването си в Берлинския университет. Защитава докторска дисертация на тема „Върху сложната единица“ („De Unitatibus Complexis“) през 1845, под ръководството на Дирихле.
След докторската си дисертация напуска университета и поема търговията на чичо си, натрупвайки пари, но не пише никакви математически трудове в продължение на 8 години.
През 1853, в труд върху алгебричните решения на уравнения от различни степени, той продължава трудовете на Галоа върху теорията на уравненията. Назначен е за професор в Берлинския университет през 1883.
Кронекер работи и върху непрекъснатостта на функциите, като не приема откритата от неговия колега Карл Вайерщрас Функция на Вайерщрас (непрекъсната функция, недиференцируема за всяко х).
В труда си от 1850 „За решението на произволно уравнение от пета степен“, Кронекер, използвайки теорията на групите, дава аналитично решение на уравненията от пета степен.
На Кронекер са наречени Символ на Кронекер, Произведение на Кронекер, Теорема на Кронекер-Вебер, Теорема на Кронекер в теорията на числата и др.
Умира на 29 декември 1891. Погребан е в гробището Св. Матеус в Шьонеберг, Берлин, близо до гроба на Густав Кирхоф.